# Australian Open 1980
Die Australian Open 1980 fanden vom 24. bis 30. November 1980 statt. Es handelte sich um die 13. Australian Open seit Beginn der Open Era und die 69. Auflage des Grand-Slam-Turniers in Australien.
Titelverteidiger im Einzel waren Guillermo Vilas bei den Herren sowie Barbara Jordan bei den Damen. Im Herrendoppel waren Peter McNamara und Paul McNamee, im Damendoppel Judy Chaloner und Diane Evers die Titelverteidiger.

## Herreneinzel

### Setzliste
| Nr. | Spieler          | Erreichte Runde |
| --- | ---------------- | --------------- |
| 01. | Guillermo Vilas  | Halbfinale      |
| 02. | Ivan Lendl       | 2. Runde        |
| 03. | José Luis Clerc  | 2. Runde        |
| 04. | Vitas Gerulaitis | 1. Runde        |
| 05. | Brian Gottfried  | Achtelfinale    |
| 06. | John Sadri       | Viertelfinale   |
| 07. | Victor Amaya     | Achtelfinale    |
| 08. | Brian Teacher    | Sieg            |

| Nr. | Spieler        | Erreichte Runde |
| --- | -------------- | --------------- |
| 09. | Yannick Noah   | 1. Runde        |
| 10. | Bill Scanlon   | Viertelfinale   |
| 11. | Víctor Pecci   | 2. Runde        |
| 12. | Paul McNamee   | Viertelfinale   |
| 13. | Peter Fleming  | 1. Runde        |
| 14. | Kim Warwick    | Finale          |
| 15. | Peter McNamara | Halbfinale      |
| 16. | Phil Dent      | Achtelfinale    |

## Dameneinzel

### Setzliste
| Nr. | Spielerin           | Erreichte Runde |
| --- | ------------------- | --------------- |
| 01. | Martina Navratilova | Halbfinale      |
| 02. | Evonne Cawley       | 2. Runde        |
| 03. | Hana Mandlíková     | Sieg            |
| 04. | Wendy Turnbull      | Finale          |

| Nr. | Spielerin       | Erreichte Runde |
| --- | --------------- | --------------- |
| 05. | Greer Stevens   | Viertelfinale   |
| 06. | Virginia Ruzici | Viertelfinale   |
| 07. | Pam Shriver     | Viertelfinale   |
| 08. | Sylvia Hanika   | Achtelfinale    |

## Herrendoppel

### Setzliste
| Nr. | Paarung                     | Erreichte Runde |
| --- | --------------------------- | --------------- |
| 01. | Peter McNamara Paul McNamee | Finale          |
| 02. | Brian Gottfried Sandy Mayer | Viertelfinale   |
| 03. | Victor Amaya Hank Pfister   | Achtelfinale    |
| 04. | Kevin Curren Steve Denton   | 1. Runde        |

| Nr. | Paarung                     | Erreichte Runde |
| --- | --------------------------- | --------------- |
| 05. | Ivan Lendl Bill Scanlon     | 1. Runde        |
| 06. | Fritz Buehning Ferdi Taygan | 1. Runde        |
| 07. | Mark Edmondson Kim Warwick  | Sieg            |
| 08. | Peter Fleming Peter Rennert | 1. Runde        |

## Damendoppel

### Setzliste
| Nr. | Paarung                            | Erreichte Runde |
| --- | ---------------------------------- | --------------- |
| 01. | Rosie Casals Wendy Turnbull        | Halbfinale      |
| 02. | Pam Shriver Betty Stöve            | Viertelfinale   |
| 03. | Ann Kiyomura Candy Reynolds        | Finale          |
| 04. | Betsy Nagelsen Martina Navratilova | Sieg            |

## Mixed
Von 1970 bis 1986 wurden keine Mixed-Wettbewerbe bei den Australian Open ausgetragen.